# Montréal (Yonne)
 Montréal  es una población y comuna francesa, en la región de Borgoña, departamento de Yonne, en el distrito de Avallon y cantón de Guillon.
Está integrada en la Communauté de communes de la Terre Plaine.

## Demografía
| 237 | 265 | 216 | 191 | 173 | 181 |
| Para los censos de 1962 a 1999 la población legal corresponde a la población sin duplicidades (Fuente: INSEE [Consultar]) |     |     |     |     |     |